# Angstrom
O angstrom (Å) é uma unidade de medida de comprimento equivalente 10−10 m, ou seja 100 picômetros ou 0,1 nanômetros. O plural é angstroms:40 ou angstrons.
O nome da unidade é uma homenagem ao físico Anders Jonas Ångström do século XIX, e seu símbolo "Å" é uma letra maiúscula do alfabeto sueco. O angstrom não faz parte do Sistema Internacional de Unidades (SI), mas pode ser considerado como parte do sistema métrico no sentido lato; era mencionado no boletim oficial do Escritório Internacional de Pesos e Medidas (BIPM) até sua 8ª edição, mas foi eliminado completamente na 9ª edição.  Entretanto, a unidade ainda é muito usada em física e química para medidas de comprimento ordem de grandeza do diâmetro de um átomo, como comprimento de ligações químicas, tamanho de moléculas e estruturas biológicas microscópicas, espaçamentos entre planos cristalinos, e comprimento de onda de radiação eletromagnética.
A unidade é ocasionalmente grafada angström, ångstrom ou ångström; porém as letras suecas "å" e "ö" não são parte do alfabeto português.  O INMETRO usava a grafia "ångström" até 2007, mas mudou para "angstrom" em 2012. As grafias "fonéticas" ângstrom e ângstrons também ocorrem. Seguindo o padrão das unidades de medida do SI, o termo deve ser escrito em minúsculas, exceto no início de sentenças e em títulos.